# Love Isn't Easy (But It Sure Is Hard Enough)
Singles de Björn & Benny, Agnetha & Anni-Frid
Another Town, Another Train
(1973) Rock'n Roll Band
(1973)
Love Isn't Easy (But It Sure Is Hard Enough) est une chanson du groupe pop suédois ABBA, connu à l'époque sous le nom de « Björn & Benny, Agnetha & Anni-Frid ». Elle est sortie en single au Danemark le 1er juin 1973 sur le label Polar Music, et figure sur le premier album d'ABBA, Ring Ring. Elle est accompagnée de I Am Just a Girl en face B. La chanson fut l'une des dernières à être enregistrée pour l'album Ring Ring.
La chanson décrit le phénomène courant d'une querelle entre amoureux, et bien que le titre de la chanson semble contradictoire, il est peu probable qu'il s'agisse d'un double sens sexuel comme certains l'ont cru.

## Liste des titres
| A. | Love Isn't Easy (But It Sure Is Hard Enough) | 2:57 |
| B. | I Am Just a Girl                             | 3:02 |

## Crédits
- Agnetha Fältskog – chœurs
- Anni-Frid Lyngstad – chœurs
- Björn Ulvaeus – guitare acoustique, chant et chœurs
- Benny Andersson – piano, claviers, chœurs

Musiciens additionnels
- Ola Brunkert – batterie
- Mike Watson – basse
- Rutger Gunnarsson – basse

Production
- Björn Ulvaeus et Benny Andersson – producteurs
- Michael Tretow – ingénieur du son

## Classements
| Classement (1973) | Meilleure position |
| ----------------- | ------------------ |
| Danemark (IFPI)   | 12                 |